# Andrea Cinciarini
Andrea Cinciarini (nacido el 21 de junio de 1986 en Cattolica, Italia) es un jugador de baloncesto italiano que pertenece a la plantilla del Victoria Libertas Pesaro de la Lega Basket Serie A. Con 1.93 metros de estatura, juega en la posición de escolta.

## Trayectoria
Es un escolta con el que llegó a debutar en Victoria Libertas Pesaro en la temporada 2003-2004 y después formaría parte de Pallacanestro Senigallia, Pistoia Basket, Sutor Montegranaro,Pallacanestro Pavia, Sutor Montegranaro, Pallacanestro Cantù y Pallacanestro Reggiana.
El 27 de abril de 2014, Cinciarini ganó la EuroChallenge, su primer título europeo, en el que también recibió el premio MVP de la Final Four del EuroChallenge, después de anotar 7 puntos y 7 asistencias en la final, en la que Reggiana venció a Triumph Lyubertsy 65–79.
El 9 de julio de 2015, Cinciarini firmó un contrato de varios años con el Olimpia Milano. Después de seis temporadas en Milán, donde fue capitán del equipo, se desligó del club milanés el 10 de agosto de 2021 y regresó a Pallacanestro Reggiana, firmando un contrato de tres años.
El 18 de septiembre de 2023, firma por el Casademont Zaragoza de la Liga ACB española, siendo su primera experiencia fuera de Italia. El 7 de diciembre de 2023, rescinde su contrato con el conjunto zaragozano.

### Selección nacional
Desde 2009, Cinciarini forma parte de la selección absoluta italiana masculina.